# Louis Desnoyers
Pour les articles homonymes, voir Desnoyers.
Louis Claude Joseph Florence Desnoyers, né le 23 février 1802 à Replonges (Ain) et mort le 16 décembre 1868 à Paris 18e, est un journaliste et écrivain français, auteur de romans pour la jeunesse, fondateur, en 1837, de la Société des gens de lettres.

## [1]Biographie
Après des études à Autun et à Mâcon, Louis Desnoyers enseigne brièvement les humanités dans le collège que dirige son frère aîné à Autun. Il est un temps clerc d’avoué, étudie le droit, s’occupe de musique. En 1828, il arrive à Paris, s’inscrit en droit, puis se lance dans le journalisme, sa véritable vocation. Ses premiers articles présentés au Globe et au Figaro ne sont pas retenus, car trop subversifs. À une époque où « chaque jour voyait naître une feuille nouvelle » (Eugène de Mirecourt), il décide de fonder, en 1829, son propre journal, le Journal rose, qu’il fait paraître tour à tour sous plusieurs titres (le Sylphe, le Lutin, le Trilby, le Follet) afin d’échapper au cautionnement. Il commence à se faire une réputation par son esprit et sa verve satirique. Avec les autres rédacteurs, il signe la protestation des journalistes parisiens contre les ordonnances du 25 juillet 1830 supprimant la liberté de la presse.
Au lendemain de la révolution de 1830, pour des raisons pécuniaires, il cesse d’écrire et retourne dans son village. L’année suivante, il revient à Paris et collabore au Figaro, au Corsaire (1831), puis La Caricature ; on le retrouve avec la même équipe de rédacteurs au Charivari (fondé en 1832), quotidien satirique illustré opposé au gouvernement de Louis-Philippe. Parallèlement, il signe des chroniques musicales et de variétés pour Le National. Il doit se cacher provisoirement après l’attentat de Fieschi en 1835. En 1836, il est engagé comme directeur littéraire du journal le Siècle nouvellement créé et auquel il ne cessera de collaborer.
Il est inhumé au cimetière du Père-Lachaise (55e division).

## L’œuvre littéraire

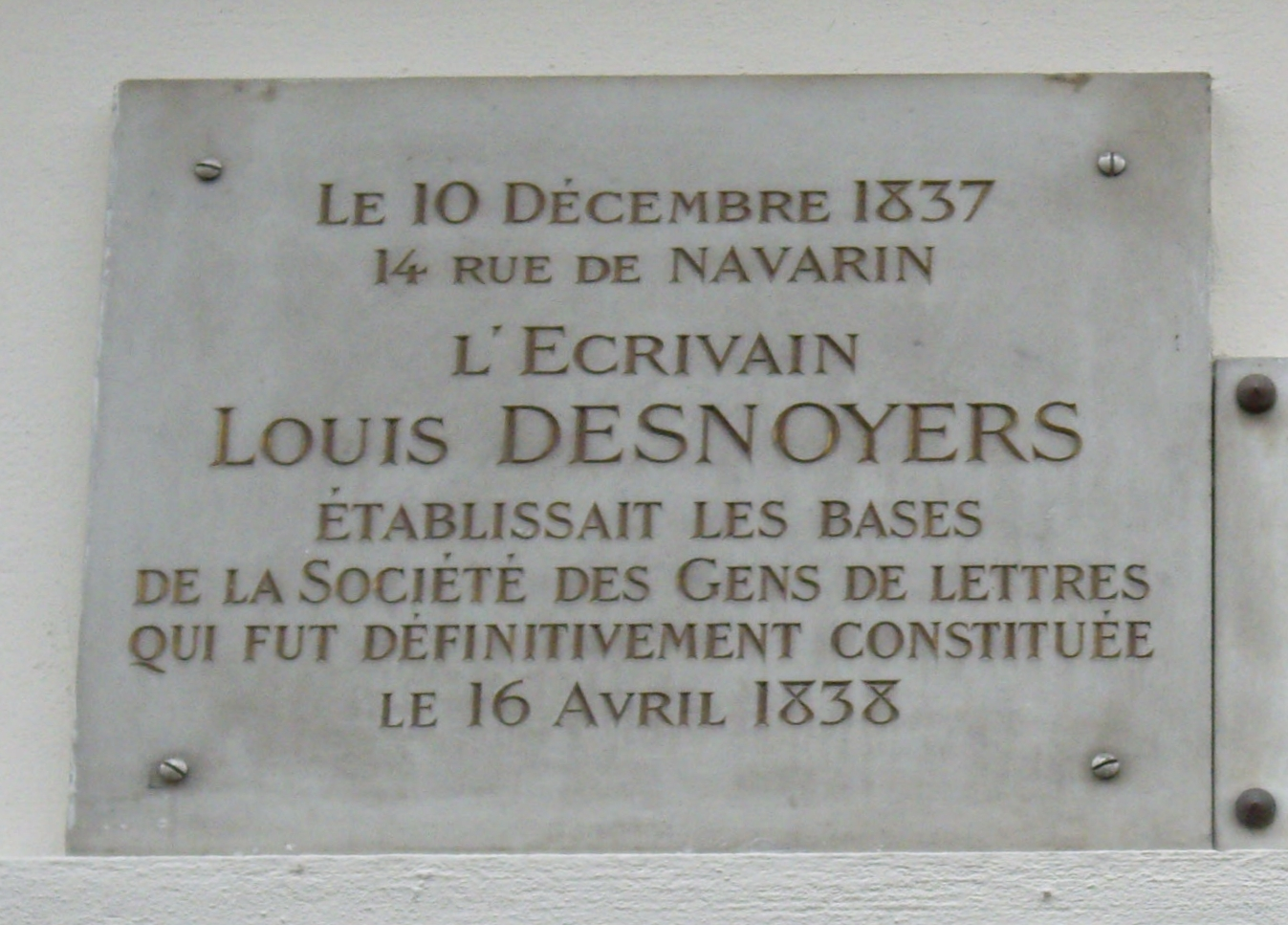
Plaque apposée sur le domicile de Louis Desnoyers, 14 rue de Navarin, Paris 9e, où fut fondée la Société des gens de lettres

Outre son activité dans la presse, Louis Desnoyers s’est illustré en publiant deux romans pour la jeunesse parus d’abord dans le Journal des enfants sous forme de feuilleton : les Aventures de Jean-Paul Choppart (1834, première édition en 2 vol.) et Aventures de Robert-Robert et de son ami Toussaint Lavenette (1839, première édition en 2 vol.). Ces deux ouvrages à succès furent régulièrement réédités au fil des ans et connurent de nombreuses adaptations. Le premier, considéré à l’époque comme « un chef-d’œuvre du genre », fut refondu et augmenté en 1857 sous le titre définitif les Mésaventures de Jean-Paul Choppart. Quant à Robert-Robert, l’auteur lui ajouta un appendice intitulé « Un songe creux de Robert-Robert en 1832 : Paris civilisé », qu’il présente comme le « pendant » à l’épisode lunaire du roman. Dans ce tableau de Paris à la fois prémonitoire et utopique, Louis Desnoyers témoigne de sa vision réformatrice et progressiste de la société.
En 1833, il écrit Paris révolutionné, une nouvelle qui décrit un Paris post révolutionnaire dans lequel la société et les caractèrent auraient profondément changé.
Il fut également, sous le pseudonyme de Derville, auteur de vaudevilles (dont le Juste Milieu, 1831, Vive le divorce ou ma femme m’adore, 1833), d’essais (De l’opéra en 1847, 1847, Des femmes, 1856), d’un roman intitulé Une femme dangereuse (écrit avec Victor Perceval, 1864), de nouvelles (Comment la gaieté revient aux dames, dans le livre des conteurs, 1833), ainsi que d’une étude décrivant les mœurs de la vie parisienne intitulée les Béotiens de Paris (la première partie était parue dans le livre des Cent-et-un, Paris, Ladvocat, 1831).
Louis Desnoyers a joué un rôle important dans la fondation de la Société des gens de lettres, qui visait à la protection de la propriété littéraire et artistique et la création d’un fonds de solidarité. C’est lors d’une réunion à son domicile, le 10 décembre 1837, que ses statuts furent approuvés par le comité d’écrivains présents, dont Balzac. Le 16 avril 1838, se tenait la première assemblée. Desnoyers en fut le vice-président, avant d’être élu président par la suite (en obtenant, notamment, plus de voix que son concurrent Victor Hugo, par 100 voix contre 92).

## Quelques citations
- L’homme de lettres :

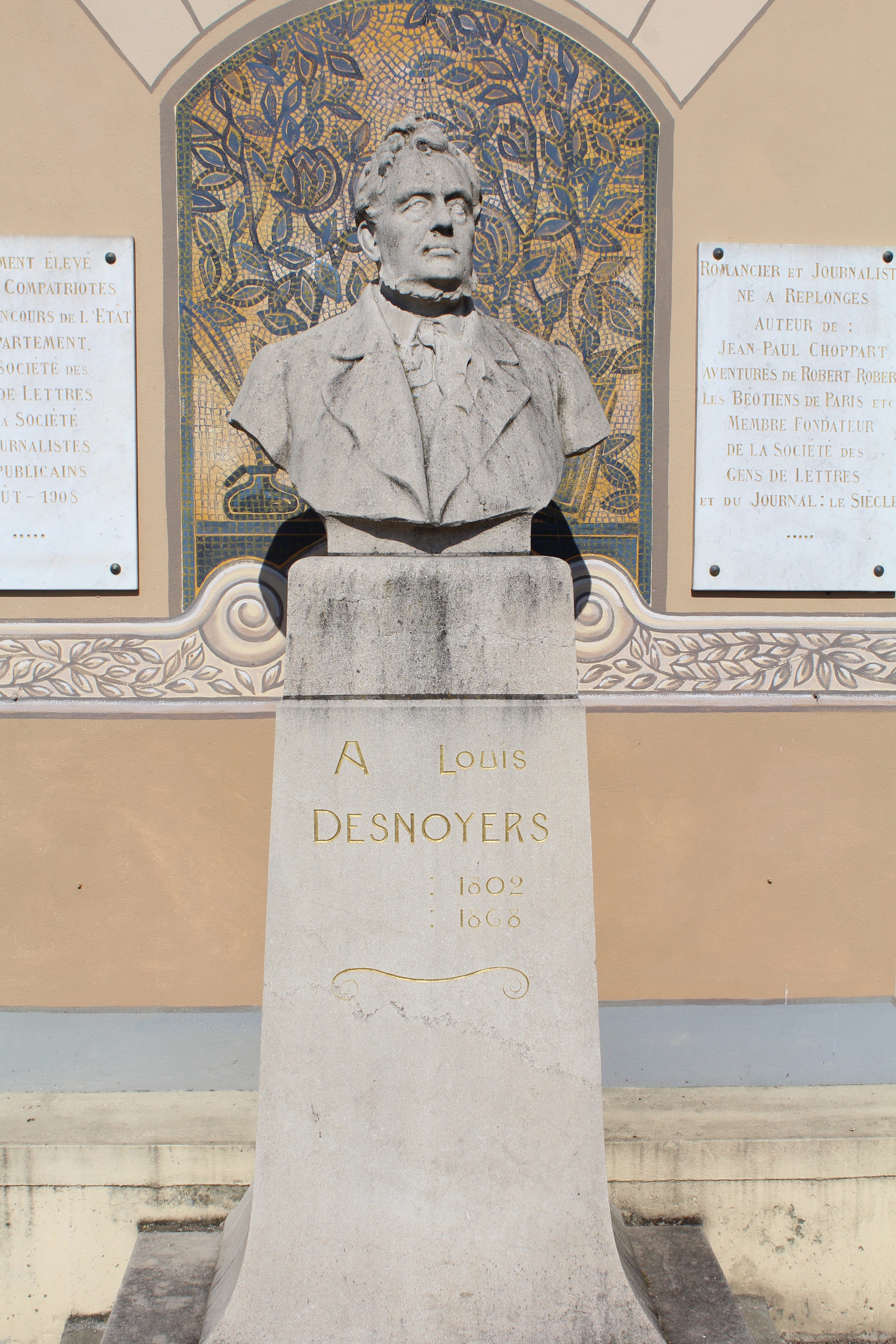
Buste en son honneur à Replonges.

« Comme écrivain, Louis Desnoyers avait conservé le culte de la forme ; toujours il prenait la peine et surtout le temps de soigner son style. Le seul reproche qu’on pouvait lui adresser, c’était d’abuser un peu de l’esprit dont la nature l’avait doué à profusion. » (Grand dictionnaire universel du XIXe siècle, article « Louis Desnoyers », t. V, p. 574).
- Le penseur :

« Les principes de la morale ne changent pas, non, sans doute, car le fond de l’humanité ne change pas non plus ; mais ce qui change, ce qui se modifie incessamment, ce sont les formes de l’humanité, et par conséquent, les applications diverses des grands principes qui la régissent. » (Préface aux Aventures de Robert-Robert et de son fidèle compagnon Toussaint Lavenette, Garnier Frères, Libraires-Éditeurs, Paris 1957, p. VI-VII).
- L’homme d’esprit :

AUTOCRATE : « Mari : Mesdames, quand vous le voulez, vous trompez admirablement vos autocrates. » (Grand dictionnaire universel du XIXe siècle, op. cit., t. I, p.979).
DIEU : « Les femmes aiment Dieu du même amour dont elles aiment leur amant. » (op. cit., t. VI, p.796).
REGARDER : « Les femmes voient sans regarder, à la différence de leurs maris, qui regardent souvent sans voir. » (op. cit., t. XIII, p. 841).
REPOS : « Il y en a qui demandent le droit au travail ; moi je demande le droit au repos. » (op. cit., t. XIII, p.994).